# Djivente
Djivente est un village du Sénégal situé en Basse-Casamance à proximité d'Oussouye. Il fait partie de la communauté rurale d'Oukout, de l'arrondissement de Loudia Ouoloff, du département d'Oussouye et de la région de Ziguinchor.

## Population
Lors du dernier recensement (2002), Djivente comptait 955 habitants. Cette population est estimée à 1 040 personnes pour 2010 et à 1 334 pour 2015.